# Corsari degli Stati Confederati d'America
In risposta alla dichiarazione di guerra de facto del presidente Abramo Lincoln e del richiamo della milizia, Jefferson Davis il 17 aprile 1861 emanò un proclama che invitava tutti coloro che desiderino, servendo su navi private armate in alto mare, aiutare questo Governo nella resistenza contro un'aggressione così gratuita e malvagia, a fare richiesta di autorizzazione o di lettera di corsa e rappresaglia da concedersi con il sigillo di questi Stati Confederati.
L'autorizzazione del Congresso confederato fu concessa in un atto firmato il 6 maggio 1861 che abilitava le garanzie della lettera di corsa.
Norme successive estesero i limiti dell'invito con ben poche restrizioni a persone interessate all'occupazione lucrosa anche se pericolosa. Queste azioni, calcolate in parte per suscitare paura fra gli interessi mercantili del Nord, ottennero lo scopo desiderato. Inoltre esse causarono immediatamente numerose richieste di autorizzazioni da aspiranti che, come bucanieri del passato, servirono la causa con un misto di zelo patriottico ed interesse economico.
Qui di seguito sono elencate le navi che documentazioni esistenti indicano aver ricevuto lettere di corsa e rappresaglia fra il 1861 ed il 1864, non essendone state emesse negli ultimi pochi mesi di guerra. Molte di queste navi prestarono servizi diversi negli anni di guerra, ed alcune si guadagnarono maggior fama come violatori del blocco, o come navi della Marina Confederata.
Le navi contrassegnate con ° hanno una documentata associazione militare diretta.
Le navi segnate con * hanno ricevuto l'autorizzazione, ma non esiste documentato servizio di corsa, non avendo completato la trasformazione, essendo state assorbite in altri impieghi o essendo state catturate.
| Note | Nave                                                             | Caratteristiche                                                           | Armamento                              | Porto di trasformazione       | Anno di autorizzazione |
| ---- | ---------------------------------------------------------------- | ------------------------------------------------------------------------- | -------------------------------------- | ----------------------------- | ---------------------- |
| °*   | A. C. Gunnison                                                   | Piroscafo rimorchiatore: t. 54; l. 70'; b. 15'; dph. 7'                   |                                        | Mobile                        | 1861                   |
| °    | Beauregard, ex Priscella C. Ferguson,                            | Goletta: t. 101; vel. 7 nodi;                                             | 1 24 libbre;                           | Charleston                    | 1861                   |
| *    | Bonita                                                           | Piroscafo: t. 1,110;                                                      | 8 cannoni;                             |                               | 1862                   |
| °    | Boston                                                           | Piroscafo: dr. 9';                                                        | 5 cannoni;                             | Mobile                        | 1863                   |
| *    | Charlotte Clark                                                  | Piroscafo: t. 1,100; dr. 12';                                             | 3 cannoni;                             |                               | 1863                   |
| °*   | Chesapeake                                                       | Goletta: t. 60;                                                           | 4 cannoni;                             |                               | 1863                   |
| °    | Dixie                                                            | Goletta: t. 110;                                                          | 3 cannoni;                             | Charleston                    | 1861                   |
| *    | Dove                                                             | Piroscafo: t. 1,170;                                                      | 8 cannoni;                             |                               | 1862                   |
|      | F. S. Bartow                                                     | Goletta: t. 74;                                                           | 1 24 libbre, 1 6 libbre                |                               |                        |
| °*   | Gallatin                                                         | Goletta: t. 150;                                                          | 2 12 libbre;                           |                               | 1861                   |
| *    | General N. S. Reneau                                             | Piroscafo:                                                                |                                        |                               | 1861                   |
| *    | Gilbratar                                                        | Goletta: t. 60,                                                           | 2 cannoni;                             | Mobile                        | 1864                   |
|      | Gordon                                                           | Piroscafo a ruote laterali: t. 518; l. 175'; dr. 7'; vel. 16 nodi;        | 3 cannoni;                             |                               | 1861                   |
| *    | Governor A. Mouton                                               | Piroscafo: t. 125,                                                        | 1 9 libbre, 1 6 libbre;                | New Orleans                   | 1861                   |
| °*   | Hallie Jackson                                                   | Brigantino:                                                               |                                        |                               | 1861                   |
|      | Isabella                                                         | Piroscafo a elica: t. 801;                                                | 8 cannoni;                             | New Orleans                   | 1861                   |
| °    | J. C. Calhoun (Calhoun)                                          | Piroscafo a ruote laterali: t. 508,                                       |                                        | New Orleans                   | 1861                   |
|      | J. M. Chapman                                                    | Goletta: t. 90                                                            |                                        |                               |                        |
|      | J. O. Nixon                                                      | Goletta: t. 95,                                                           | 1 18 libbre, 2 6 libbre,               | New Orleans                   | 1861                   |
| °    | Jefferson Davis, ex Echo, ex Putnam                              | Brigantino: t. 187, dr. 10'6";                                            | 2 32 libbre, 2 24 libbre, 1 18 libbre; | Charleston                    | 1861                   |
| °*   | Joseph Landis                                                    | Piroscafo: t. 400;                                                        |                                        |                               | 1861                   |
| *    | Josephine                                                        | Goletta:                                                                  |                                        |                               | 1861                   |
| *    | Lamar                                                            | Goletta:                                                                  |                                        |                               | 1861                   |
|      | Lorton                                                           | Goletta: t. 95;                                                           | 1 cannone girevole;                    | Baltimora                     | 1861                   |
| °    | Manassas (2)                                                     | Corazzata: t. 387; l. 143'; b. 33'; dph. 17';                             |                                        | Algiers.                      | 1861                   |
|      | Mariner                                                          | Piroscafo ad elica: t. 135;                                               | 2 12 libbre;                           | Wilmington, Carolina del Nord | 1861                   |
| *    | Matilda                                                          | Bark: t. 400;                                                             | 6 cannoni;                             | New Orleans                   | 1861                   |
| *    | Mocking Bird                                                     | Piroscafo: t. 1,290;                                                      | 8 cannoni;                             | New Orleans                   | 1862                   |
| *    | Monticello                                                       | Piroscafo corazzato; t. 460;                                              |                                        |                               | 1861                   |
| °    | Music                                                            | Piroscafo a ruote laterali: t. 273; l. 172'; b. 29'; dph. 6';             | 2 6 libbre;                            | New Orleans                   | 1861                   |
| *    | Onward                                                           | Goletta: t. 70;                                                           | 1 32 libbre;                           |                               | 1861                   |
| °*   | Paul Jones                                                       | Goletta: t. 160;                                                          | 2 cannoni;                             |                               | 1864                   |
| *    | Pelican                                                          | Piroscafo: t. 1,479;                                                      | 10 cannoni;                            |                               | 1862                   |
| °*   | Petrel, ex William Aiken, ex Eclipse                             | Goletta: t. 82;                                                           | 2 cannoni;                             | Charleston                    | 1861                   |
| *    | Phenix                                                           | Piroscafo: t. 1,644; l. 245'; b. 34'; dph. 19';                           | 7 cannoni;                             | Wilmington, Delaware.         | 1861                   |
| °*   | Pioneer                                                          | Sommergibile: l. 30';                                                     |                                        |                               | 1861                   |
| °*   | Pioneer II                                                       | Sommergibile: l. 36'; b. 3'; dph. 4'; vel. 2.5 nodi;                      |                                        |                               | 1863                   |
| °    | Rattlesnake ex Thomas Wragg, forzamento blocco; ex CSS Nashivlle | Piroscafo a ruote laterali: t. 1,221; l. 215' 6"; b. 34' 6"; dph. 21' 9"; | 2 12 libbre,                           |                               | 1862                   |
| *    | Rescue                                                           | Goletta: t. 120; l. 150'                                                  |                                        |                               |                        |
|      | Sallie                                                           | Goletta: t. 170                                                           | 1 cannone;                             | Charleston                    | 1861                   |
|      | Savannah                                                         | Goletta: t. 53; l. 56';                                                   | 1 cannone girevole;                    | Charleston                    | 1861                   |
|      | Sealine                                                          | Brigantino: t. 179;                                                       | 1 cannone;                             | Baltimora                     | 1861                   |
| *    | Stephen R. Mallory, ex Don Jose                                  | Goletta: t. 74;                                                           |                                        |                               | 1864                   |
| *    | Stonewall Jackson                                                | Goletta:                                                                  |                                        |                               | 1864                   |
| °*   | Texas                                                            | Piroscafo a ruote laterali: t. 800;                                       | 8 cannoni;                             |                               | 1863                   |
| *    | Triton                                                           | Goletta: t. 30;                                                           | 1 6 libbre;                            |                               | 1861                   |
| °    | V. H. Ivy                                                        | Piroscafo a ruote laterali: t. 454; l. 191'; b. 28';                      | 1 15 libbre;                           | New Orleans                   | 1861                   |
| °*   | William H. Webb, (Webb),                                         | Piroscafo a ruote laterali: t. 656; l. 195'; b. 31' 6"; dr. 9' 6";        |                                        |                               | 1861                   |
|      | York                                                             | Goletta: t. 68;                                                           | 18 libbre;                             | Norfolk                       | 1861                   |

Molte navi corsare cambiavano spesso nome o si identificavano mediante sigle per evitare la localizzazione e la cattura.
Per le seguenti ulteriori navi, per le quali esistono indicazioni di aver effettuato operazioni corsare, sono in corso verifiche:
| CSS Anna Dale   | CSS Calhoun      | CSS Chickamauga | CSS Clarence |
| CSS Enrica      | CSS Florida (1)  | CSS Georgia     | CSS Lapwing  |
| CSS Leviathan   | CSS Rappahannock | CSS Shenandoah  | CSS Tacony   |
| CSS Tallahassee | CSS Winslow      |                 |              |